# Buran (wahadłowiec)
Buran 1.01 (ros. Буран, „burza śnieżna”) – pierwszy egzemplarz wahadłowca programu Buran, radzieckiego odpowiednika amerykańskich promów kosmicznych.
Konstrukcja orbitera, pierwszego z pięciu planowanych, z których tylko dwa zostały ukończone, została rozpoczęta w 1986 roku, po serii testów przeprowadzonych na pełnowymiarowych modelach testowych.

## Historia
Buran 1.01 został w większości skonstruowany w Moskwie. W związku z cięciami budżetowymi, nieukończonemu projektowi groziła całkowita likwidacja. Buran nie miał jeszcze opracowanego systemu podtrzymywania życia, a wobec braku środków finansowych na dokończenie projektu, aby uniknąć związanego z tym całkowitego fiaska projektu, ze względów propagandowych zdecydowano się na lot bezzałogowy. Prom został przetransportowany samolotem Miasiszczew VM-T Atlant do kosmodromu Bajkonur na ostatnie etapy montażu. Orbiter został ukończony i umieszczony na rakiecie Energia. 15 listopada 1988 odbył się pierwszy i jedyny lot radzieckiego programu wahadłowców. Buran odbył bezzałogowy lot na orbicie, po której okrążył Ziemię dwukrotnie, po czym automatycznie wylądował na kosmodromie. Lot zakończył się pełnym sukcesem. Nie odnotowano poważniejszych usterek, aczkolwiek na zdjęciach wykonanych po locie orbitera widoczne są pewne ubytki i uszkodzenia powłoki TPS.
Wkrótce, w związku z cięciami budżetowymi, program został zamknięty, jednak Buran 1.01 nie został rozmontowany, lecz umieszczony w magazynie. Rok później Buran został przetransportowany do Paryża na imprezę lotniczą. Transport odbył się na grzbiecie samolotu An-225 Mrija.
W kolejnych latach Buran 1.01 był przechowywany w magazynie w kosmodromie Bajkonur. Umieszczony był na egzemplarzu testowym rakiety Energia w budynku N-1/Energia (ten sam tester rakiety był używany do testów złącz z modelem testowym Burana OK-MT). Buran 1.01 był przechowywany w budynku MIK w kontrolowanych warunkach środowiskowych.
W 2002 roku, w wyniku bardzo silnego wiatru zawalił się dach budynku MIK RN, zabijając 8 osób oraz niszcząc prom Buran 1.01 i egzemplarz testowy rakiety Energia. Obecnie jedynym kompletnym (w 90–95%) promem programu Buran jest egzemplarz 1.02. W zamian za możliwość korzystania z kosmodromu Bajkonur, Rosja przekazała go Kazachstanowi.

## Galeria

Buran vs. orbiter STS (po lewej rakieta Sojuz)
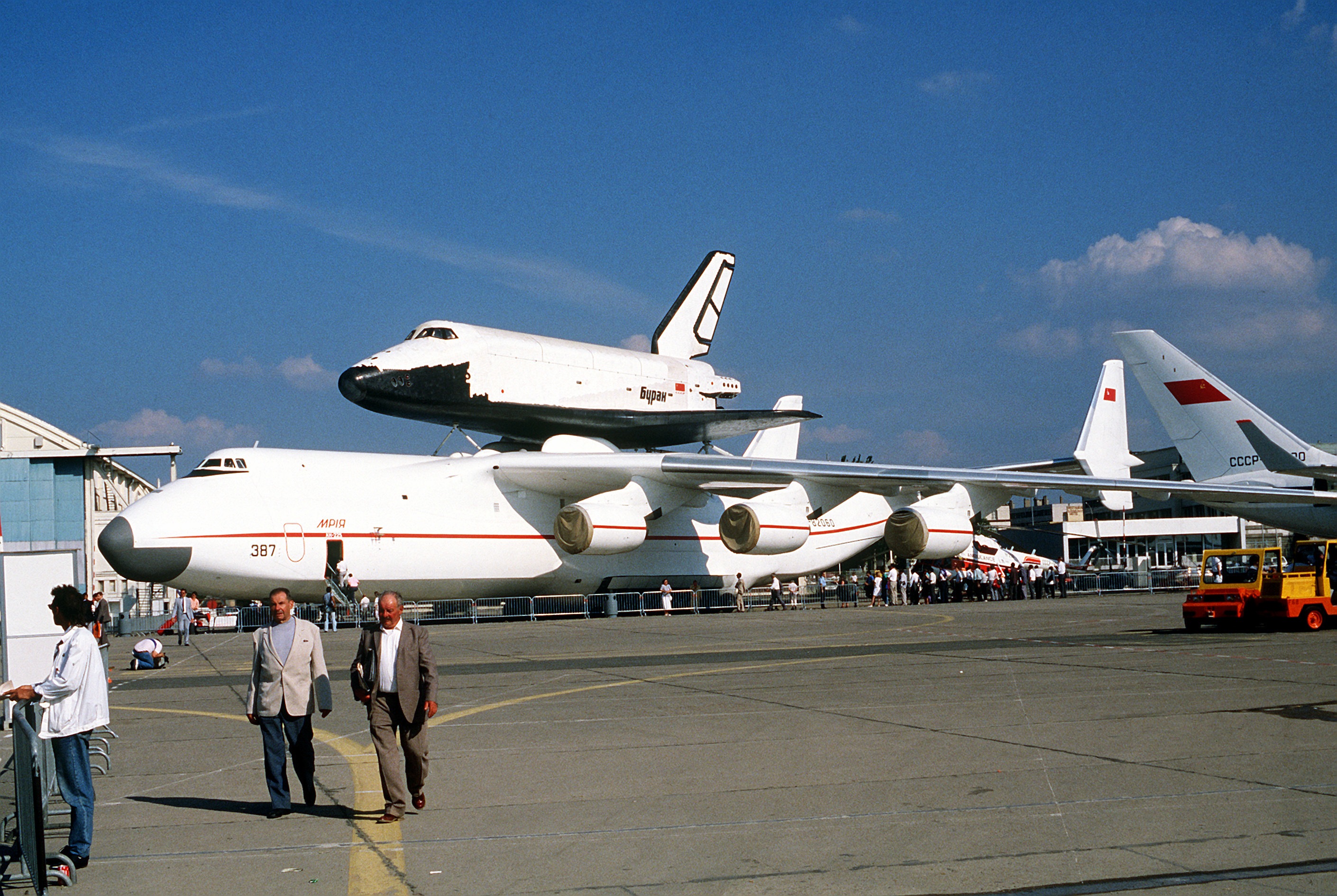
Buran na dachu samolotu transportowego An-225 Mrija
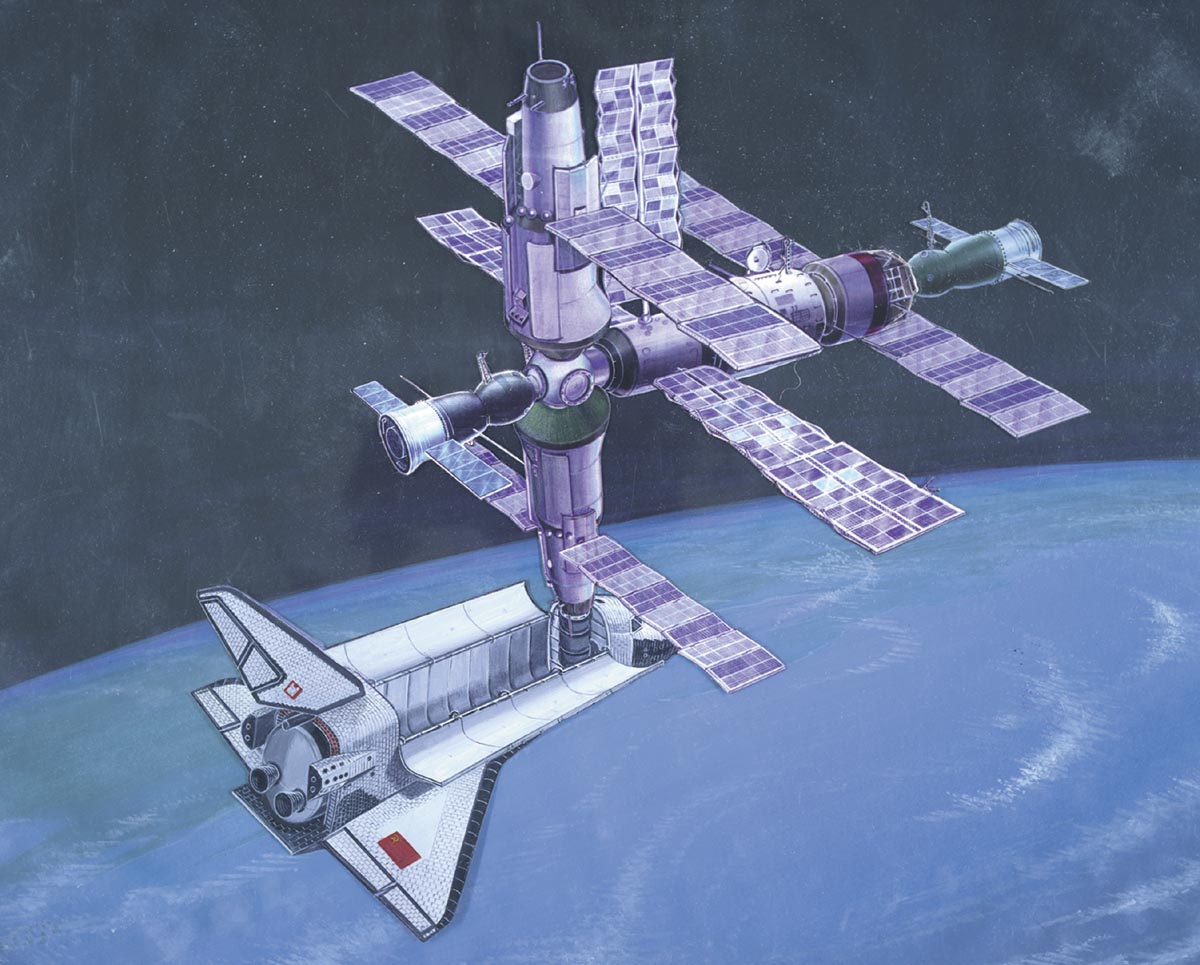
Artystyczna wizja Burana dokującego do stacji Mir.